# Auschwitz-Erlass
Als Auschwitz-Erlass wird der Erlass des Reichsführers SS Heinrich Himmler vom 16. Dezember 1942 bezeichnet, mit dem die Deportation der innerhalb des Deutschen Reichs lebenden Sinti und Roma angeordnet wurde, um sie als Minderheit – anders als bei vorausgegangenen individuellen oder kollektiven Deportationen – komplett zu vernichten. Er bildete die Grundlage für die Deportation von 23.000 Menschen aus fast ganz Europa (darunter etwa 13.000 aus Deutschland und Österreich) in das Vernichtungslager Auschwitz-Birkenau. Dort richtete die SS im Lagerabschnitt 
B II e ein so genanntes „Zigeunerfamilienlager“ ein.
Der Erlass selbst ist nicht überliefert. Er wird jedoch in einem geheimen „Schnellbrief“ Arthur Nebes an die Kriminalpolizeileitstellen vom 29. Januar 1943 in  Bezug genommen:

„Auf Befehl des Reichsführers SS vom 16.12.42 – Tgb. Nr. I 2652/42 Ad./RF/V. – sind Zigeunermischlinge, Rom-Zigeuner und nicht deutschblütige Angehörige zigeunerischer Sippen balkanischer Herkunft nach bestimmten Richtlinien auszuwählen und in einer Aktion von wenigen Wochen in ein Konzentrationslager einzuweisen. Dieser Personenkreis wird im nachstehenden kurz als 'zigeunerische Personen' bezeichnet. Die Einweisung erfolgt ohne Rücksicht auf den Mischlingsgrad familienweise in das Konzentrationslager (Zigeunerlager) Auschwitz.“

Der Schnellbrief trug den Titel „Einweisung von Zigeunermischlingen, Rom-Zigeunern und balkanischen Zigeunern in ein Konzentrationslager“ und ging nachrichtlich unter anderem an das sog. Eichmannreferat (Amt IV Ref. B 4) im Reichssicherheitshauptamt. Mit der Verhaftung wurde das Eigentum aller Personen wie mitgebrachte Kleidung, Lebensmittelvorräte, Barmittel, Wertpapiere sowie Ausweise konfisziert. Nach Überstellung in das Lager sollten die zuständigen Einwohnermeldeämter zur Berichtigung der Melderegister von dem „Wegzug“ verständigt werden.
Gleichartige Deportationsanordnungen ergingen am 26. und 28. Januar 1943 für die „Donau- und Alpenreichsgaue“ sowie am 29. März 1943 für den Bezirk Bialystok, das Elsass, Lothringen, Belgien, Luxemburg und die Niederlande. Gegenüber den Burgenlandroma und den ostpreußischen Sinti und Roma verwies das RKPA auf ähnliche Anweisungen vom 26. Mai bzw. 1. Oktober 1941 sowie vom 6. Juli 1942.
Eine entscheidende Vorstufe des Erlasses war das Himmler-Thierack-Abkommen vom 18. September 1942. Es betrifft die Aufgabenteilung zwischen den NS-Behörden und wurde zwischen Reichsjustizministerium (Thierack) und dem obersten Polizeichef (Himmler) vereinbart. Es lautete:

„Asoziale Elemente aus dem Strafvollzug, Juden, Zigeuner, Russen, Ukrainer [sollen] an den Reichsführer SS zur Vernichtung durch Arbeit ausgeliefert werden.“

Darin werden die Justizbehörden (Gefängnisse, Untersuchungshaftanstalten etc.) angewiesen, Gefangene direkt und ohne Verfahren an die SS zu überstellen. Die Tötungsabsicht durch Zwangsarbeit ist in kaum einem anderen offiziellen Papier so offen dargestellt worden.

## Erfassung: Zuschreibungsdiskurs
Die Deportation nach den Vorgaben des Erlasses setzte die Kategorisierung und reichsweite Erfassung der zu Deportierenden voraus. Zu der Frage, wer „Zigeuner“ sei, gab es im NS-Zigeunerdiskurs im Wesentlichen drei Meinungen:
- „Vollzigeuner“ und „Mischlinge mit vorwiegendem zigeunerischen Blutsanteil“ (so die Ehebestimmungen nach dem „Blutschutzgesetz“, einem der beiden Nürnberger Gesetze von 1935)
- „stammechte Zigeuner“ und „Zigeunermischlinge“ (so Rassenhygienische und bevölkerungsbiologische Forschungsstelle [RHF] und Reichskriminalpolizeiamt [RKPA]), insgesamt als „Zigeuner“ bezeichnet
- „Zigeuner“ ohne weitere Unterscheidungen, die als Spitzfindigkeiten angesehen wurden (so z. B. Goebbels, Bormann, Thierack).

Gemeinsam war diesen Zuschreibungsvarianten die sowohl ethnische als auch soziale Interpretation der rassenideologischen Grundposition. Demnach verlief die rassische bzw. völkische Demarkationslinie zwischen „Vollzigeunern“ und „Zigeunermischlingen“, die zusammen die „fremdrassige“ und kollektiv „asoziale“ Gruppe der „Zigeuner“ ausmachten, auf der einen und einer Vielzahl von vor allem subproletarischen Sozialgruppen „deutschblütiger Asozialer“ auf der anderen Seite. In diesem Sinn waren bereits im Gefolge der Nürnberger Gesetze seit 1936 wie bei den Ehevorschriften gegen Juden Heiraten zwischen „Deutschblütigen“ und „Vollzigeunern“ bzw. „Zigeunermischlingen“ genehmigungspflichtig.

## „Regelung aus dem Wesen dieser Rasse“
Am 8. Dezember 1938 hatte Himmler in einem Runderlass eine „Regelung der Zigeunerfrage aus dem Wesen dieser Rasse“ angekündigt. Bestimmend für dessen Umsetzung in operative reichszentrale Vorschriften wurden die Vorstellungen von RHF und RKPA. 1937 nahm die RHF ihre Erfassungstätigkeit auf. 1940 ging deren Leiter Robert Ritter von 32.230 „Zigeunern“ im Deutschen Reich aus (einschließlich Österreich und Sudetenland, aber ausschließlich Elsaß-Lothringen). Bis zum November 1942, d. h. bis kurz vor dem Auschwitz-Erlass entstanden in der RHF nach Angabe ihres Leiters 18.922 Gutachten. 2.652 davon ergaben „Nichtzigeuner“, wie sie für ein gesondertes „Landfahrersippenarchiv“ erfasst wurden. Dessen Bezugsraum beschränkte sich im Wesentlichen auf bestimmte Teilregionen im Süden des Reichs. Die Arbeiten daran wurden 1944 eingestellt, ohne dass es bis zu diesem Zeitpunkt zu Deportationen wie nach dem Auschwitz-Erlass gekommen wäre.
Eine Teilgruppe der „Nichtzigeuner“ bildeten „nach Zigeunerart lebende“ Jenische. Es gelang der RHF nicht, die Verantwortlichen für die Normierung der nationalsozialistischen Rasse- und Asozialenpolitik „davon zu überzeugen, dass die Jenischen eine relevante rassenhygienische Gruppe und Bedrohung darstellen“. Das erklärt, dass sie als Fallgruppe im Auschwitz-Erlass bzw. in dessen Ausführungsbestimmungen vom 29. Januar 1943 und demzufolge, soweit erkennbar, im „Hauptbuch“ des „Zigeunerlagers“ in Birkenau nicht oder kaum vorkommen.
Der RHF und dem RKPA galten „Zigeuner“ insgesamt als eine in einem langen Zeitraum entstandene „Mischrasse“. Die Unterscheidung zwischen „stammechten Zigeunern“ und „Mischlingszigeunern“ wurde pseudowissenschaftlich mit sich aus der Abstammung ergebenden „gemischten Blutsanteilen“ begründet, wodurch die Bindung der „Mischlinge“ an traditionelle „Stammes“normierungen reduziert oder aufgegeben worden sei. Die Teilgruppe der „Mischlinge“ galt der RHF nicht zuletzt aufgrund einer angeblich ungewöhnlichen sexuellen „Hemmungslosigkeit“ als besonders gefährlich. Ihre Angehörigen würden danach streben, in den deutschen Volkskörper einzudringen.
Ähnlich sah es die Führung der SS, wenngleich sie von „rassereinen“ statt von „stammechten Zigeunern“ sprach, die sie als noch ursprüngliche „Arier“ und Forschungsobjekte in einem Reservat unterzubringen beabsichtigte, in dem ihnen zugestanden werden sollte, ein ihnen unterstelltes archaisches „Nomadentum“ auszuleben.
Der Erlass zur „Auswertung der rassenbiologischen Gutachten über zigeunerische Personen“ vom 7. August 1941 differenzierte stärker als bislang im Sinne des ethnischen Rassismus und ließ den alten Begriff des „nach Zigeunerart umherziehenden Landfahrers“ fallen. Er unterschied zwischen „Vollzigeunern bzw. stammechten Zigeunern“, „Zigeuner-Mischlingen mit vorwiegend zigeunerischem Blutsanteil“ (1. Grades, 2. Grades), „Zigeuner-Mischlingen mit vorwiegend deutschem Blutsanteil“ und „Nicht-Zigeunern“: „NZ bedeutet Nicht-Zigeuner, d. h. die Person ist oder gilt als deutschblütig“. Diese Aufgliederung lag den Gutachten und den Auflistungen der RHF zugrunde, nach denen ab Frühjahr 1943 von regionalen und lokalen Instanzen die Selektionsentscheidungen getroffen wurden. Den ganz überwiegenden Teil der „Zigeuner“ stufte die RHF als „Mischlinge“ ein. Insoweit „Zigeuner-Mischlinge mit vorwiegend deutschem Blutsanteil“ als „Nicht-Zigeuner“ geltend eingestuft werden konnten, legte eine gemeinsame Besprechung von RHF, RKPA und Reichssicherheitshauptamt (RSHA) Mitte Januar 1943 fest, dass sie zwar „polizeilich wie Deutschblütige“ anzusehen, im Übrigen aber zu sterilisieren seien.
Steht auch der Auschwitz-Erlass im allgemeinen Zusammenhang nationalsozialistischer Rassenpolitik und ‑hygiene, so verweist doch der Zeitpunkt auf einen weiteren Kontext: den des verstärkten Arbeitseinsatzes von KZ-Häftlingen in der Industrie, weshalb die Zahl der Inhaftierten gesteigert werden sollte.

## Die Ausnahmebestimmungen
Der Schnellbrief vom 29. Januar 1943 sah die Herausnahme einiger Gruppen aus der Deportation vor. Alle anderen über „Zigeuner“ verhängten Verfolgungsmaßnahmen blieben auch für sie in Kraft.
So wie einerseits „Nicht-Zigeuner“ bereits vom Auschwitz-Erlass selbst ausgenommen waren, sollten andererseits nach dem Schnellbrief vom 29. Januar 1943 die „reinrassigen“ oder als „im zigeunerischen Sinne gute Mischlinge“ kategorisierten Angehörigen der Sinti und Lalleri – von der Umsetzung des Erlasses ausgenommen sein. Die Zahl der von „Zigeunerhäuptlingen“, die das RKPA eingesetzt hatte, auf diesem Weg von der Auschwitz-Deportation Ausgenommenen war „verschwindend gering“. Sie betrug „weniger als ein Prozent“ der rund 30.000 bei Kriegsbeginn im Deutschen Reich Lebenden.
Als weitere Ausnahmegruppen nannte der Schnellbrief mit „Deutschblütigen“ Verheiratete, Wehrmachtssoldaten, Kriegsversehrte, mit Auszeichnung aus der Wehrmacht Entlassene, „sozial angepaßte Zigeunermischlinge“ und solche, die von den Arbeitsämtern oder den Rüstungsinspektionen als wehrwirtschaftlich unverzichtbare Arbeitskräfte bezeichnet wurden. Die Ausnahmebestimmungen eröffneten den unteren staatlichen Instanzen, der Wirtschaft und der Wehrmacht erhebliche Handlungsspielräume, die auf sehr unterschiedliche Weise genutzt wurden.
Der Schnellbrief sah vor, sie mit Ausnahme der „Reinrassigen“ und der „im zigeunerischen Sinne guten Mischlinge“ unfruchtbar zu machen.

## Die Selektions- und Deportationspraxis
Ziel der Deportation war das Vernichtungslager Auschwitz II in Birkenau. Dort entstand im Lagerabschnitt B II e als abgetrennter Bereich das „Zigeunerlager“. Ein erster Transport traf dort am 26. Februar 1943 ein. Bis Ende Juli 1944 waren es etwa 23.000 Menschen, die entsprechend dem Schnellbrief vom 29. Januar 1943 als Familien „möglichst geschlossen“ in das „Familienlager“ verbracht worden waren.
Über die Zusammensetzung der Transportlisten entschieden vor allem die lokalen und regionalen Behörden. Dabei bildeten die Gutachten der RHF – soweit solche vorlagen – die Leitlinie. Lokalstudien, aber auch Aussagen von Rudolf Höß und anderen Verantwortlichen belegen, dass die Vorschriften über Ausnahmefallgruppen nur begrenzt Beachtung fanden. Demnach habe der Mischlingsgrad bei der Einweisung nach Auschwitz keine Bedeutung gehabt. Hunderte Soldaten, darunter Kriegsversehrte und Ausgezeichnete, seien eingewiesen worden. Aus der Wittgensteiner Kleinstadt Berleburg wurden 134 Personen deportiert, die als „sozial angepasst“ zu gelten hatten und sich nach 200 Jahren Sesshaftigkeit so gut wie ausnahmslos nicht als „Zigeuner“ sahen. Da die Selbsteinschätzung der Betroffenen kein Auswahlkriterium war, wurde mutmaßlich auch eine nicht bestimmbare, jedenfalls aber geringe Zahl von Nicht-Sinti und Nicht-Roma die aufgrund verwandtschaftlicher Beziehungen zu Sinti und Roma als „Zigeunermischlinge“ eingestuft waren, deportiert.
„Insgesamt wurden an die 15.000 Menschen aus Deutschland zwischen 1938 und 1945 als ‚Zigeuner‘ oder ‚Zigeunermischlinge‘ umgebracht“, davon etwa 10.500 in Auschwitz-Birkenau.

## Entschädigung und Gedenken
Den Verfolgten stand nach einem Urteil des Bundesgerichtshofs (BGH) vom 7. Januar 1956 eine Wiedergutmachung nach dem Bundesentschädigungsgesetz (BEG) erst für den Zeitraum ab dem 1. März 1943 – dem Wirkungsdatum des „Auschwitz-Erlasses“ – zu. Das Gericht hatte in Übereinstimmung mit der damals herrschenden Literatur entschieden, dass insbesondere die Umsiedlungsaktion von Sinti und Roma nach dem Generalgouvernement aufgrund eines Schnellbriefs des Reichsführers SS und Chefs der Deutschen Polizei vom 27. April 1940 nicht allein aus Gründen der Rassenpolitik der nationalsozialistischen Gewalthaber durchgeführt worden sei, sondern zur „Bekämpfung des Zigeunerunwesens,“ „ihrer asozialen Eigenschaften“ und „durch die Zigeunerplage hervorgerufener Mißstände,“ daher nicht entschädigungspflichtig nach § 1 BEG. Aufgrund neuer historischer Erkenntnisse sowie Veränderungen im gesellschaftlichen Klima und im Umgang mit der nationalsozialistischen Vergangenheit hob der BGH diese Rechtsprechung 1963 auf.
Zum Gedenken an den Erlass hat der Künstler Gunter Demnig in Kooperation mit dem Verein Rom e. V. am 16. Dezember 1992, dem 50. Jahrestag des Erlasses, einen Stolperstein vor dem historischen Kölner Rathaus in das Pflaster eingelassen. Auf dem Stein zu lesen sind die ersten Zeilen des den Erlass zitierenden Schnellbriefs. Demnig mischte sich mit diesem Stein in die Diskussion um das Bleiberecht von aus Jugoslawien geflohenen Roma ein.